# Eel Wailaki
Eel Wailaki, skupina bandi ili manjih plemena (tribeleta) iz grupe Wailaki, porodica Athapaskan, nastanjenih u Kaliforniji od North Fork Eela uzvodno od Asbill Creeka pa do granice s plemenom Lassik na salt Creeku, uključujući Hull's Creek i Casoose Creek. 
Eel Wailaki obuhvaćaju bande Bis-kaiyaah (Bas-kaiya) koji su imali 7 sela; Daadii'schow-kaiyaah (Tatisho-kaiya; s 3 sela); Kaikiitce-kaiyaah (Kaikiche-kaiya; s 3 sela); Nin'keniitc-kaiyaah (Ninkannich-kaiya; 2 sela); Seenchaah-kaiyaah (dva sela), Seetaah-kaiyaah (Seta-kaiya; 8 sela); Seeyaadin-kaiyaah (Sla-kaiya; 8 sela); i Tciiskot-kaiyaah (Chisko-kaiya; 3 sela).